# La Maison des femmes
La Maison des femmes est le nom de plusieurs organisations à but non lucratif d'Île-de-France, conçues dans le but de favoriser l’émancipation des femmes en leur proposant de l’aide, de l’écoute et des soins adaptés à leurs besoins. Toutes sont engagées dans différents combats, souvent choisis selon les besoins spécifiques qui inhérent aux villes et départements dans lesquelles ces maisons sont installées. Tandis que la Maison des femmes de Saint-Denis créée en 2016 s’est penchée sur l’accompagnement des victimes de mutilations sexuelles, la Maison des femmes de Montreuil, ouverte en 2000 est très particulièrement engagée dans la lutte contre les violences faites aux femmes. Quant à la Maison des femmes de Paris, la plus ancienne, elle s’est engagée dans la lutte générale pour l’émancipation des femmes. C’est aujourd’hui la seule à proposer des accompagnements tels que l’apprentissage de la langue des signes française. La particularité de ces maisons réside dans l’approche pluridisciplinaire qu’elles apportent aux femmes. Elles proposent un parcours d’aides avec l’objectif de simplifier les démarches des femmes dans leurs reconstructions.

## La Maison des femmes de Paris

### Origines

#### Création et naissance
La Maison des femmes de Paris est une association féministe qui anime un espace de solidarité et d’initiative, pour les droits de toutes les femmes. La Maison de Paris a vu le jour le 20 juillet 1981 dans le sillage du Mouvement de libération des femmes afin de rassembler des collectifs féministes encore épars à l’époque. Elle est depuis une association loi de 1901, qui centralise des initiatives féministes solidaires et accueille des femmes victimes de violences sexistes. C’est un espace laïque, gratuit et ouvert à toutes les femmes.
L’association a pour but de gérer et d’animer une Maison des femmes, c'est un espace féministe, laïque et ouvert à toutes les femmes. Sa présidente actuelle est Claudie Lesselier.
L’association est également rattachée au centre Hubertine Auclert, le centre francilien pour l’égalité femmes-hommes, organisme associé de la Région Ile-De-France qui a pour principaux objectifs la promotion de l’égalité entre les femmes et les hommes et la lutte contre les violences faites aux femmes à travers notamment de l’Observatoire Régionale des Violences faites aux Femmes.

#### Emplacement de la structure
La Maison se situe au cœur du 12e arrondissement et agit dans le département de Paris. La Maison des femmes de Paris accueille, conseille et accompagne des femmes à la recherche d’informations et d'un espace bienveillant et sécurisant dans lequel se confier et trouver de l’aide. La Maison des femmes de Paris tout comme les autres Maisons des femmes d'Île-de-France permet aux femmes de recevoir une prise en charge complète.

### Missions
La Maison des femmes a pour mission d’assurer un appui auprès des structures associatives et syndicales ou auprès de tout individu porteur de projet  en faveur de l’égalité femmes-hommes. Elle assure également une continuité pédagogique avec le suivi de l’éducation à l’égalité. Le centre a aussi choisi d’accompagner toute structure ou personne désireuse de mettre en place une démarche en faveur de l’égalité filles-garçons dans le champ éducatif.
À l’invitation de la collectivité, le Centre intervient auprès des élues et des services pour sensibiliser aux enjeux des politiques locaux d’égalité femmes-hommes ou encore pour une présentation de la Charte européenne pour l’égalité femmes-hommes dans la vie locale.
Depuis 2013, la Maison des femmes de Paris possède également un rôle collaboratif avec l’Observatoire Régional Des Violences Faites aux Femmes[réf. nécessaire].

### Fonctionnement de la structure
Les profils de femmes accueillies se diversifient de plus en plus au fil des années. La MDF reçoit régulièrement des femmes de plus de 60 ans mais aussi des mineures, des femmes en situation de mal-logement ou encore qui ont besoin de conseils juridiques (en cas de divorce ou de dépôt de plainte). Une permanence en langue des signes est assurée.

#### Évènements
À l’occasion de la Journée internationale pour les droits des femmes, le 8 mars 2019, l’association a organisé un atelier « création de pancarte » à l’occasion de la Marche pour les droits des femmes.

## La Maison des femmes de Saint-Denis

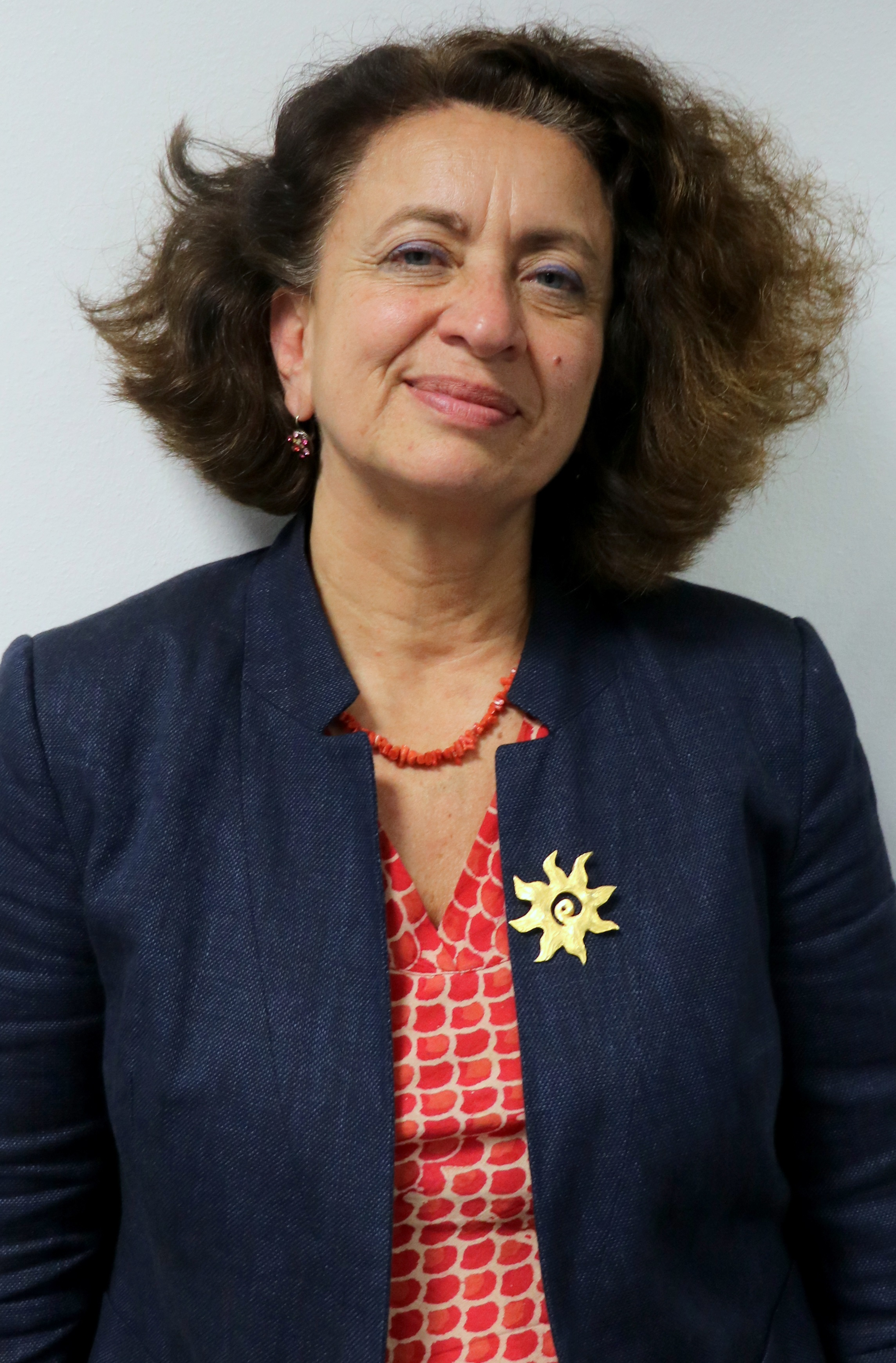
Photographie de Ghada Hatem-Gantzer, fondatrice de la Maison des femmes de Saint-Denis

La Maison des femmes de Saint-Denis est créée par Ghada Hatem-Gantzer le 1er juin 2016, avec l'objectif d'accueillir les femmes vulnérables et/ou victimes de violences en leur proposant un parcours de soins. 
La structure s’articule en trois unités Unité de planification familiale, Unité prise en charge des violences faites aux femmes, et Unité de mutilations sexuelles féminines. 
Depuis 2019, une permanence policière permet aux victimes de porter plainte, ce qui leur évite d’aller au commissariat. 
Une unité apporte des soins aux victimes de mutilation sexuelle. 
Des ateliers psychosensoriels sont également proposés aux femmes. 
En 2021, la structure en compte 7, avec par exemple : « Réparer l’intime", animé par Clémentine du Pontavice et Louise Oligny, un atelier de théâtre animé par Nadine Naous, un atelier de karaté organisé par l’association Fight for Dignity.

### Financement de la structure
Le projet initial de la Maison des femmes de Saint-Denis a coûté 950 000 euros. Ce projet a été financé à la fois par des acteurs publics et des acteurs privés.
Pour faire naître la Maison des femmes, l’État, la Région Ile-de-France et les collectivités départementales et municipales ont financé ⅔du projet (377 000 euros versés par la Région Ile-de-France).
Aujourd’hui, la Maison des femmes reçoit aussi le soutien financier de l’Agence Régionale de la Santé,Ghada Hatem-Gantzer et ses équipes s’investissent aussi dans un travail de lobbying auprès des acteurs publics et notamment auprès du gouvernement pour obtenir une mission d'intérêt général qui avait été évoquée le 25 novembre 2019 dans l’article 11 des recommandations du Grenelle contre les violences conjugales.
La Maison des femmes de Saint-Denis compte 19 partenaires privés en 2021 qui la soutiennent économiquement. Les campagnes de crowdfundinget les appels aux dons ont aussi permis à la structure de voir le jour. 
Depuis son ouverture en 2016, la Maison des femmes de Saint-Denis est parrainée par la chanteuse Inna Modja qui a elle-même été victime d’excision et est maintenant pleinement reconstruite.
En 2016, Inna Modja et d’autres artistes comme Brigitte, Iman ou encore Olivia Ruiz ont organisé un concert permettant de récolter des dons pour aider la Maison des femmes de Saint-Denis.
En mars 2020, Oxmo Puccino  cède les droits de sa chanson Tendrement à la Maison des femmes de Saint-Denis, une occasion pour la structure d’accroître sa visibilité et ses chances de recevoir des dons.

## La Maison des femmes de Montreuil

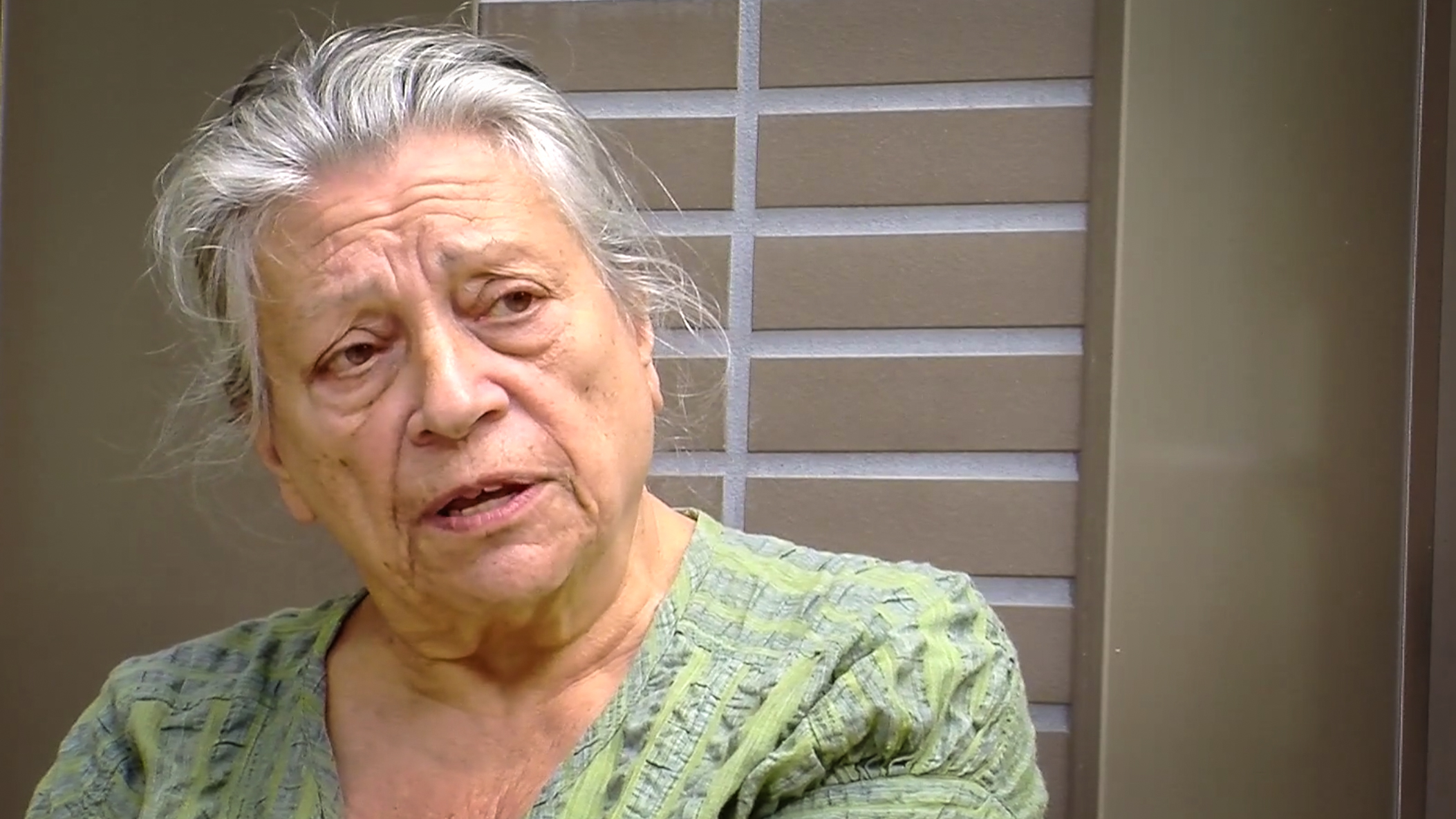
Photographie de Thérèse Clerc, fondatrice de la Maison des femmes de Montreuil

Thérèse Clerc est née en 1927 à Paris et morte en 2016 à Montreuil. C’est une militante féministe française. Elle fait partie du Mouvement pour la liberté de l’avortement et de la contraception. Elle se distingue par son titre de Chevalière de la Légion d’honneur, décerné en 2008. Thérèse Clerc a réalisé dans les années 1960-70 des avortements clandestins gratuits. Elle a pratiqué cette activité dans son appartement à Montreuil en Seine-Saint Denis. Elle fonde la Maison des femmes de Montreuil en 2000.
On retrouve de nombreuses professionnelles dont des avocates, juristes, psychologues et conseillères conjugaux formés à la victimologie. La réunion de toutes ces professionnelles permet aux femmes victimes de violences d'accélérer leur prise en charge, celle-ci initialement longue et complexe. Effectivement, Isabelle Colet expose que : « Cela tourne en général autour de 3 ans pour commencer à sortir des violences : ici sur la plateforme nous évaluons ce délai à 15 mois ».
La Maison des femmes de Montreuil fonctionne de la façon suivante : quelques salariées et des bénévoles. Parallèlement à ces professionnelles, il existe des intervenantes bénévoles.

## La Maison des femmes de Nanterre
Le projet de la Maison des femmes de Nanterre, proposé par des habitantes, s’inspire de celle de Saint-Denis. Des équipes professionnelles sont constituées avec l’aide de l’hôpital Max Fourestier, des associations féministes et d’accès au droit des femmes sollicitées (entre autres l’AFED 92 et le CIDFF 92, le réseau Avocats pour les femmes victimes de violences (AFVV), le Mouvement du Nid ou encore le Planning familial) et des institutions comme les services de la ville ou les services de police nationale et l’Agence régionale de santé (ARS). Elle est inaugurée le 14 septembre 2022 par la ministre chargée de l’Égalité entre les femmes et les hommes, Isabelle Lonvis-Rome,,.